# تیم ملی بسکتبال زنان بلاروس
تیم ملی بسکتبال زنان بلاروس، نماینده بلاروس در مسابقات بین‌المللی بسکتبال زنان است.